# Viorica Dumbrăveanu
Viorica Dumbrăveanu (n. 23 decembrie 1976, Chișinău, RSS Moldovenească, URSS) este o juristă din Republica Moldova care a deținut  funcția de Ministru al Sănătății al Republicii Moldova în Guvernul Chicu din 14 noiembrie 2019 până în 31 decembrie 2020, după ce guvernul și-a dat demisia.

## Studii
În 1994-1997, Viorica Dumbrăveanu a studiat la Colegiul Republican de Informatică (actualmente Centrul de Excelență în Informatică și Tehnologii Informaționale), Facultatea de Drept, specialitatea drept general. A obținut titlul de licențiat în jurispridență la Universitatea de Stat din Moldova, pe care a absolvit-o în 2001.
Din 2003, Dumbrăveanu este magistru în drept, specializarea drept penal și criminologie.
A urmat multiple cursuri de formare organizate de diverse instituții din domeniul social (UNICEF, OIM, PNUD etc.) și, din 2007, a fost ea însăși formatoare.

## Parcurs profesional
La un an după absolvirea studiilor superioare, Viorica Dumbrăveanu s-a angajat ca consultantă în Departamentul asistență socială din cadrul Ministerului Muncii și Protecției Sociale. Rămânând în același departament, în perioada 2003-2005 a condus Direcția în problemele familiei cu copii în situație de risc și oportunități egale. S-a întors la locul de muncă precedent în 2005, pentru o perioadă de doi ani. În 2007-2008 a fost șefa Direcției protecție a familiei și copilului din Ministerul Protecției Sociale, Familiei și Copilului. În 2008-2009 a fost viceministru al protecției sociale, familiei și copilului.
În 2009 a preluat șefia Direcției politici de protecție a familiei și drepturilor copilului de la Ministerul Muncii, Protecției Sociale și Familiei, pe care a condus-o până în 2016. Între februarie 2016 și noiembrie 2017 a ocupat funcția de viceministru în același minister, după care din noiembrie 2017 până la 26 iulie 2019 a fost secretară de stat în domeniul asistenței sociale. Potrivit unui portal informațional, deși era secretar de stat, Dumbrăveanu a însoțit conducerea Partidului Democrat din Moldova la o întâlnire cu alegătorii în februarie 2019. La sfârșitul lunii iulie 2019, a fost numită de președintele Igor Dodon în funcție de consilier prezidențial în domeniul dezvoltării sociale.
Viorica Dumbrăveanu a devenit, la 14 noiembrie 2019, ministru al sănătății, muncii și protecției sociale în guvernul Chicu, înlocuind-o în această funcție pe Ala Nemerenco (2019). Având un rol-cheie în administrarea crizei legate de epidemia de coronaviroză (COVID-19), Dumbrăveanu a organizat, o perioadă de timp, în fiecare zi briefing-uri de presă în care descriau evoluția situației epidemiologice, oferind recomandări și anunțând noi reguli de conduită destinate ameliorării epidemiei. Totodată, ea a primit și critici din partea unor medici, fiind acuzată că nu are suficientă pregătire medicală.
În iulie 2020, împotriva ministrei sănătății Dumbrăveanu a fost înaintată o moțiune simplă de cenzură, ea fiind acuzată de o gestionare proastă a pandemiei. Dumbrăveanu a respins acuzațiile, declarând că „opoziția politizează subiectul”. În cele din urmă, moțiunea nu a trecut. La sfârșitul lunii august 2020, ministra s-a infectat cu COVID-19 și s-a declarat vindecată la începutul lui septembrie.
Vorbește limba română, limba rusă fluent și limba engleză la nivel intermediar.

## Premii și distincții
În calitate de șef de direcție la Ministerul Muncii, Protecției Sociale și Familiei, Viorica Dumbrăveanu a fost decorată în 2012 de președintele Nicolae Timofti cu Medalia „Meritul Civic” – conform decretului, „pentru muncă îndelungată și prodigioasă în organele administrației publice, contribuție la sporirea eficienței activității acestora și înalt profesionalism”. În august 2020, în calitate de ministru al sănătății, muncii și protecției sociale, a fost decorată de Igor Dodon cu Ordinul de Onoare.

## Viață personală
Este căsătorită și are doi copii.